# Karel Jonckheere
Œuvres principales
Brozens Anny
Cargo
De zevende haven
Recht op da capo
Kongo zonder buks of boy
Karel Jonckheere, né Carolus Joannes Baptista Jonckheere à Ostende le 6 avril 1906 et mort a Rijmenam le 13 décembre 1993) est un poète et essayiste, de langue néerlandaise, de nationalité belge.
Karel Jonckheere a reçu deux fois le Prix national belge de la poésie, en 1947 avec le poème Miroir de la mer et en 1956 avec le poème De la mer à la coquille. En tant que conseiller littéraire du ministère de la Culture, il est ambassadeur de la littérature néerlandaise à l'étranger et membre de l'Académie royale de langue et littérature néerlandaises.
L'œuvre de Jonckheere est en partie autobiographique et concerne principalement la mer, il est né dans le quartier des pêcheurs. Selon Jonckheere, Ostende était une ville surréaliste et il décrit les habitants d'Ostende comme d'une race à part. Il est très connu aux Pays-Bas en tant que présentateur de l'émission télévisée satirique Hou je aan je woord avec entre autres Godfried Bomans, Hella S. Haasse et Victor E. van Vriesland, tous trois écrivain néerlandais.
Il est aussi un très grand voyageur, n'hésitant pas à rencontrer et à défendre d'autres cultures.

## Biographie

### Origines familiales
Karel Jonckheere est né à Ostende dans le quartier des pêcheurs, de Camiel Jonckheere originaire de Leffinge et de Victorine de Clercq originaire de Machelen.

### Éducation et famille
Il va à l'école à l'Athénée royal d'Ostende, où il fréquente le lycée scientifique pour des études de sciences humaines. Ensuite, il part à Gand, où il suit à l'école normale (Rijksnormaalschool) une formation d'enseignant en langues germaniques. Au cours de sa jeunesse, il fait la connaissance de Karel van de Woestijne dont le fils Paul est dans la même classe que Karel Jonckheere. Pendant les mois d'été de 1920, il commence comme laitier et messager pour le propriétaire et épicier Van Marcke, qui plus tard a commencé à exploiter la compagnie maritime Flandria Line à Anvers.

### Élève à l'Athénée royal d'Ostende et études universitaires

#### Le sentiment flamand et l'importance de la langue néerlandaise
Avec ses amis étudiants, il fonde le 13 janvier 1921, le cercle Les fils de Ledeganck qui met l'accent sur le sentiment flamand et l'importance de la langue néerlandaise. Inspiré par les sentiments flamands, le cercle vise à soutenir le mouvement étudiant flamand et pratiquer la langue néerlandaise.

#### L'influence de Jozef Vercoullie
À partir de 1924, Avec René Verbeeck, Karel commence ses études à Gand, où il reçoit des leçons du linguiste d'Ostende, Jozef Vercoullie. En outre, il étudie également l'histoire de l'art avec Georges Chabot dans la même ville à l'Académie royale des beaux-arts.

#### Le doute de la foi
Aux alentours de 1927, Karel Jonckheere qui doute de sa foi religieuse depuis des années, entreprend diverses tentatives pour obtenir la clarté mais ne devient pas anticlérical pour autant. Le prêtre César Gezelle, ami de Karel, a essayé dans un échange de lettres de le persuader de ne pas rompre avec la foi mais Karel Jonckheere a choisi de continuer de vivre comme agnostique.

#### Diplômé d'agrégé de l'enseignement secondaire en langue néerlandaise
Il obtient le diplôme d'agrégé d'enseignement secondaire des langues néerlandaises  à l'école secondaire publique de Gand.

### Service militaire
Il remplit son service militaire avec le 13e régiment d'artillerie. Il devient brigadier, tombe de cheval et termine à l'hôpital militaire d'Ostende où il peut lire beaucoup et apprend la mort de Paul van Ostaijen, qu'il admire.

### Professeur des écoles
Pendant son année scolaire en 1929, il enseigne le néerlandais, l'anglais, l'allemand et la gymnastique à l'école secondaire publique de Gembloux, puis en 1930, à Nieuport et enfin en 1944 à Gand. Il est nommé professeur de néerlandais, français et allemand à l'école secondaire publique de Nieuport. Il y reste jusqu'en avril 1944. Karel Jonckheere traduit l'œuvre francophone de Carlos Loontiens à la demande de la ville d'Ostende, les œuvres Un siècle de pêche en mer à Ostende et un port de siècle. En tant que guide touristique de l'Association touristique flamande, il guide régulièrement des groupes au pays du Rhin, de la Forêt Noire et de la Suisse jusqu'en 1935 et pendant cette période, il est commis à la mairie d'Ostende.

#### Publication de sa première nouvelle
Pendant cette période, il écrit sa première nouvelle intitulée Brozens Anny, un drame de pêcheur avec une fin heureuse, écrit en quatorze jours. Il gagne un prix et fait ainsi connaissance avec l'écrivain-hôtelier catholique d'Ostende, Gaston Duribreux.

### Rencontre avec Raymond Brulez
Karel Jonckheere rencontre son collègue écrivain et camarade local Raymond Brulez, qui devient un ami personnel et pour la première fois des poèmes de Karel Jonckheere apparaissent dans la revue littéraire De Vlaamsche Gids.

### Mariage et affirmation sur la scène littéraire
Il épouse Germaine Reynders, enseignante comme lui. Le couple habite Oostendse. Après ses débuts en 1932, il apparaît de plus en plus sur la scène de la scène littéraire flamande.

### Le temps des voyages
De juin à septembre 1937, Karel Jonckheere, en compagnie du poète-peintre franco-belge Edmond Vandercammen et de l'artiste Jack Godderis, naviguesur le bateau «Elisabeth de Belgique». Le groupe se rend à Cuba, au Mexique, au Texas et en Louisiane. Ses voyages sont une source d'inspiration pour ses poèmes et ses romans.
Cette expédition est le point de départ de nombreux voyages, et plus tard Marcel Janssens lancera la boutade: «Dieu est partout, mais Karel Jonckheere a été partout!», et où Jonckheere répond rageusement «... j'en suis sûr, mais pas de Dieu».
Il se rend à Cuba, au Mexique, aux États-Unis, au Congo (plusieurs fois), en Afrique du Sud, en Inde, en Roumanie, dans les Balkans et dans les pays d'Europe occidentale. Tous ces voyages sont racontés dans ses poèmes et dans ses proses.

### De retour en Belgique
Pendant la Guerre d'Espagne, une centaine d'enfants espagnols républicains arrivent d'un camp français à Ostende. L'épouse de Karel Jonckheere s'occupe de la plus jeune d'une famille, Alcayde Nin, dite Conchita. Conchita deviendra le titre d'une nouvelle. 'Conchita' reste jusqu'en octobre et retourne ensuite en Espagne. Karel Jonckheere restera en contact avec elle toute sa vie.

### Seconde Guerre mondiale
Pendant la Seconde Guerre mondiale, les Allemands, qui craignent une invasion imminente, évacuent la ville d'Ostende est en avril 1944, Karel Jonckheere et sa femme, déménagent sur à Gand. Karel Jonckheere y enseigne l'anglais et l'allemand pendant un trimestre. Il publie une collection de poèmes pour le programme de l'école. L'œuvre contient notamment des poèmes de résistance moins connus et porte la tâche pour tous ceux qui ont souffert pour la paix et la liberté.

### Dans la fonction publique

#### Secrétaire du ministre belge de l'Intérieur
Karel Jonckheere va vivre à Bruxelles, au 6 rue de la Loi, parce que son compatriote et ministre de l'Intérieur, Adolphe Van Glabbeke, lui a demandé d'être son secrétaire personnel, de ce fait, Een 1945, il est secrétaire du ministre belge de l'Intérieur et la même année, il s'installe à De Panne, Villa Les Tropiques au 26 Koninginnelaan, et devient directeur du Centre de ressources d'État à Furnes.

#### Inspecteur des bibliothèques publiques
En 1946, il échange la position du directeur pour le poste d'inspecteur d'état des bibliothèques publiques de Flandre occidentale. La poésie Evening Letters apparaît comme un épisode de De Spiegel, un mensuel de poésie, illustré d'un portrait de Karel Jonckheere dessiné par Marc Sleen.
Avec un clin d'œil à Dante, Jonckheere crée un équilibre poétique de la moitié de sa vie dans la collection Spiegel der zee, Celui qui aura 40 ans se connaîtra lui-même ou bien il vaut mieux qu'il meure. Après la mort d'August Vermeylen, des amis créent le Nieuw Vlaams Tijdschrift développé par lui sous le titre Diogène. Jonckheere est un éditeur actif du début à la fin en 1983.
Karel Jonckheere reçoit en juillet 1947, l'offre d'un armateur ami de La Panne pour un voyage de 18 jours dans les lieux de pêche islandais à bord du Belgian Sailor. Karel Jonckheere se présente comme un «balai de terrasse» et présente un reportage journalistique dans la série de reportages Une barbe de 18 jours.
En 1948, La ligne d'inondation, le premier faisceau de collection, complété par de nouveaux poèmes sort des presses.
Au printemps, il commence avec le Mar del Plata pour une tournée culturelle au Congo belge et à l'Union sud-africaine, où il a principalement des contacts avec les écrivains-poètes J.C. Bloem, Jan Greshoff, N.P. van Wyk Louw et D.J. Opperman.
Jonckheere devient rédacteur en chef du magazine néerlandais Critisch Bulletin, magazine mensuel de critique littéraire, il garde cela jusqu'à ce que le magazine cesse d'exister en 1957 en raison du manque d'abonnés.
Avec le concours du ministère de la culture néerlandaise, Karel Jonckheere, Bert Decorte et Clara Haesaert, sont impliqués dans l'initiative Afternoons of poetry. La séance d'ouverture a lieu le 11 janvier 1949 à la Résidence du Théâtre de la rue de la Loi à Bruxelles.
Les chuchotements du colibri, six contes de fées Maya racontés par Jonckheere et son nouveau livre de poésie, De hondenwacht, sortent en librairie en 1951 et le 25 juillet, naît son fils Floris, prématuré de 7 mois sur Ostende. Le même jour, Karel Jonckheere et Maurice Roelants s'envolent vers le Congo belge pour assister à la célébration du magazine The Band mais à son retour, il entend les nouvelles tragiques que son fils Floris est aveugle. Il quitte la maison familiale d'origine et va avec la mère de son fils, Denise Deketelaere, qui vit plus loin à Villa Claudisette jusqu'en octobre 1953. Il devient secrétaire général de la Conférence belgo-néerlandaise de littérature néerlandaise.

#### Fonctionnaire au ministère de l'Éducation nationale et de la Culture
En 1953, il devient fonctionnaire au Département des Arts du Ministère de l’Éducation Nationale et de la Culture. Cette même année, une collection suivante de contes de fées Maya retouchés apparaît sous le titre Raconter sous l'arbre magique.
Erik Van Ruysbeek, pseudonyme de Raymond Van Eyck, et Karel Jonckheere échangent des lettres tout au long de l'année dans lesquelles ils partagent et commentent leurs points de vue sur l'ancien et le nouveau dans la poésie. Toujours en 1953, il retourne en Espagne au printemps. La présence à Bruxelles d'une école adaptée à Floris est l'une des raisons pour lesquelles Jonckheere quitte la côte et le Rijmenam d'Anvers.

### Critique de l'ordre colonial
En 1957, il publie, Kongo zonder buks of boy, un rapport de voyage avec beaucoup de commentaires critiques sur l'ordre colonial. Le Congo à l'œil nu et les essais Breaking the poetry wall et La littérature flamande est publié en 1958. Il s'envole pour le Brésil en avril et en été par pour le Congo belge puis au Rwanda.

### Conseiller au Ministère de l'éducation nationale et de la culture
Il est nommé conseiller au Ministère de l'éducation nationale et de la culture pour la diffusion de la littérature néerlandaise à l'étranger.

#### Citoyen d'honneur de la ville de Kragujevac
Le 21 octobre, il devient citoyen d'honneur de Kragujevac en Serbie pour le poème Enfants avec voix de cricket. Il parle aux masses populaires et lit des fragments du long poème sur les étudiants assassinés. Dans le livre d'or de l'école affectée, il note : «... Aujourd'hui j'ai vu des bancs vides que je n'oublierai jamais plus que ceux qu'ils ont occupés, même si je ne les ai jamais connus.

### Prise de conscience
Un nouvel essai basé sur la correspondance entre Karel Jonckheere et Erik van Ruysbeek apparaît en 1966, Dévastation et aube, contribution à une nouvelle conscience.
Trois collections de poésie antérieures sont rassemblées sous le titre L'anneau de l'arbre. Dans Un cœur sous le zodiaque, il décrit des auteurs flamands et hollandais en rapport avec leur signe du zodiaque. Avec toujours sa soif de rencontre, il se rend en Espagne, en Roumanie, en Hongrie, en Bulgarie, Pologne et en Grèce. En mai 1966, il devient vice-chef de cabinet du ministre néerlandais de Renaat van Elslande. Il reste cela jusqu'en 1968. Le 7 décembre de cette même année, il est installé en tant que membre de l'Académie Royale Flamande de Linguistique et de Littérature.
En 1968, Jonckheere conçoit une trentaine de courts poèmes folkloriques espagnols qui, avec une trentaine de croquis de Frans Dille, sont inclus dans un carnet de croquis espagnol. Avec Roger Bodart, son conseiller littéraire français, il rédige l'essai De literatuur en België.
1968 est une année de voyage record, Danemark, Norvège, Suède, Finlande, Israël, Espagne, Portugal, Hongrie, Yougoslavie, Roumanie, Bulgarie, Tchécoslovaquie, Maroc, Tunisie, Brésil, Venezuela, Mexique et États-Unis.

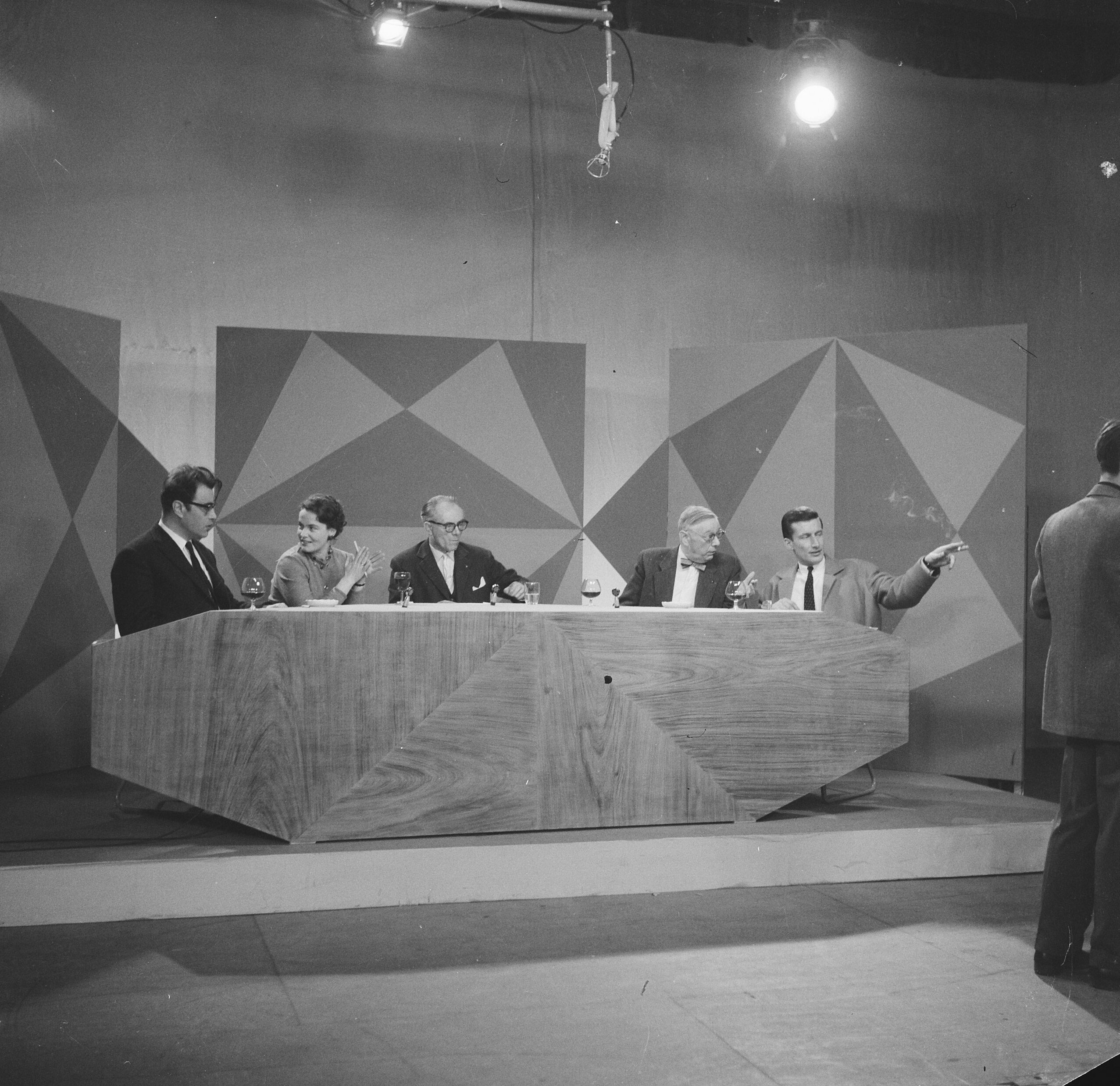
Enregistrement de l'émission Hou je aan je woord avec Godfried Bomans, Hella Haasse, Karel Jonkheere, Victor E. van Vriesland et Harry Mulisch, le 19 février 1961.

### A la recherche de l'histoire du néerlandais.
Son ami Émile Degelin réalise le documentaire Karel Jonckheere visite sa langue maternelle, qui débute en 1974, Jonckheere traverse la Flandre, les Pays-Bas et l'Afrique du Sud à la recherche de l'histoire du néerlandais.
Le 17 mai, il emmènera Hugo Claus, Marnix Gijsen et beaucoup d'autres à la deuxième Nuit de la poésie à Courtrai. Une semaine plus tard, dans Het Nieuwsblad, il essaie de répondre à la question « Qu'est-ce qui est maintenant un Oriental ? ».

### le pêcheur, le fermier, le chasseur et le berger
Le 25 mars, il assiste à la première du film que son ami Émile Degelin a réalisé à son sujet au nom du Service Didactique des Films et Médias Audiovisuels et des Activités de Réforme du Ministère de l’éducation Nationale et de la Culture Hollandaise. Karel  Jonckheere contribue au scénario dans lequel son travail littéraire est abordé à partir de quatre perspectives philosophiques, les quatre professions primitives qui se cachent en lui, le pêcheur, le fermier, le chasseur et le berger.

### Le testament spirituel de Karel Jonckheere
La collection de poésie Recht op da capo sort en 1988, selon le testament spirituel de Jonckheere, est une réponse à ce que «dans un livre de lettres publié récemment, je suis devenu « un pauvre vieux fou » et encore plus mémorable : « Jonckheere est mort. '

### Mort
Le lundi 15 octobre 1990, il est victime d'un Accident vasculaire cérébral. À l'hôpital, il contacte le quotidien belge néerlandophone De Morgen pour sa dernière interview. Il décède à l'hôpital de Keerbergen le 13 décembre 1993 et est enterré à Rijmenam.

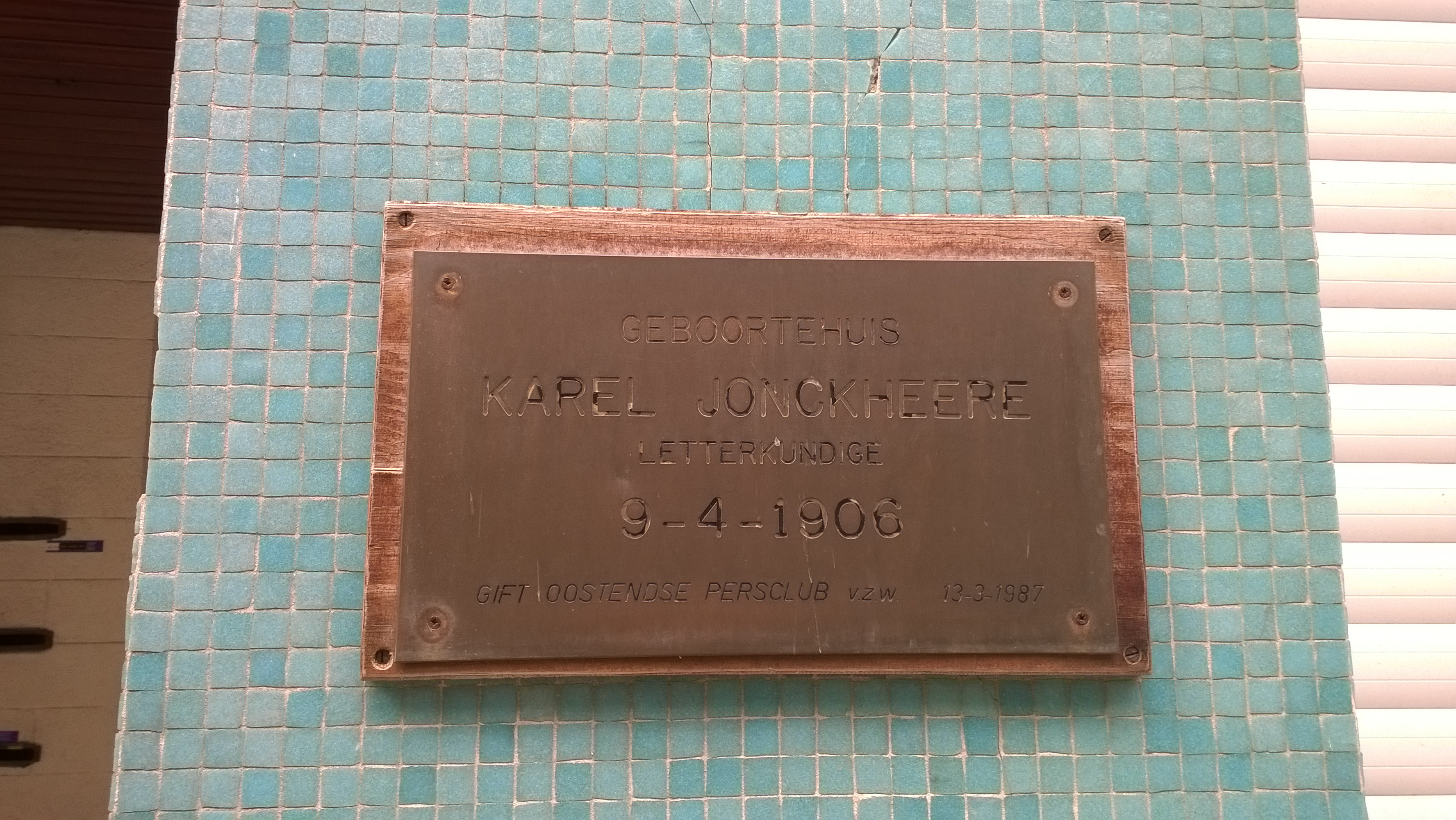
Plaque commémorative au lieu de naissance de Karel Jonckheere à Ostende

## Œuvres

### Romans
- Brozens Anny (1932)
- Cargo (1940)
- Tierra caliente (1941)
- Tita vlucht (1942)
- De zevende haven (1942)
- Steekspel met dubbelgangers (1944)
- Kongo zonder buks of boy (1957)
- Kongo met het blote oog (1958)
- De vogels hebben het gezien (1968)

### Livres
- Gedichten (1942)
- De verwachte (récit tiré de Steekspel met dubbelgangers) (in Meesters der Nederlandse vertelkunst, 1949)
- De kolibri fluistert : indiaanse sprookjes (1951)
- Vertellen onder te toverboom : naar Maya-sprookjes (1953)
- Nacht?, zei de zon, nooit van gehoord (1967)
- Spaans schetsbroek : dertig coplas (1968)
- Oostende verteld (1970)
- Met Elisabeth naar de golf (1971, reisverhaal)
- Sleutelbos op Gaston Burssens (1972)
- Kinderen met de krekelstem (1976)
- De man met de ruiker (1977)
- Verbannen in het vaderland (1978)
- Vraag me geen leugens (1986)
- Wuiven naar gisteren (1987)
- Alice Nahon, schetsentoets bij haar beeld (1991)
- Niemand moet me helpen sterven (maar eenieder mag me leren leven) (1992)

### Poèmes
- Proefvlucht (1933)
- Het witte zeil (1935)
- Gewijde grond (1937)
- Klein testament (1938)
- Conchita (1939)
- Wat niet geneest (1943)
- Onvoorzien programma (1944)
- Avondbrieven (1946)
- Spiegel der zee (1946)
- Vloedlijn (1948)
- De hondenwacht (1951)
- Van zee tot schelp (1955)
- Verzamelde poems (1956)
- Ogentroost (1961)
- Grenzen van papier en pijn (1963)
- Roemeense suite (1965)
- De ring van de boon (1966)
- Ik had die man kunnen zijn (1969)
- In de wandeling lichaam geheten (1969)
- Poëtische inventaris (1973)
- Mijn gouden leesboek ABC (1974)
- Na-zicht (1976)
- Miniaturen (1979)
- Beatrijs (1980)
- De overkant is hier (1981)
- Was het maar bij deze woorden gebleven (1983)
- Recht op da capo (1988)

### Essais
- Bertus Aafjes, de dichter van de poëzie (1953)
- Van kritiek gesproken (1955)
- Poëzie en experiment (1956)
- De poëziemuur doorbreken (1958)
- De Vlaamse letteren vandaag (1958)
- De literatuur van de Nederlanden in de moderne tijd (1959)
- Raymond Brulez (1961)
- Ondergang en dageraad (1966)
- Een hart onder de dierenriem (1967)
- De literatuur in België (1968 met Roger Bodart)
- Leer mij ze kennen... de Vlamingen (1969)
- Denkend aan de Nederlanden (1970)
- In een anekdtoe betrapt (1971)
- Toon mij hoe je schrijft (1972)
- Omer K. de Laey (1976)
- De Kongo van Floris Jespers (1984)
- Herinneringen aan Ensor (1985)

### Anthologies
- Poëzie is overal. Van bijbel tot eskimo (1960)
- Gemini (1960)
- Kongo het woord (1961)
- Firmin Van Hecke (1962)
- Uit het nest geroofd (1962)
- Groot verzenboek voor al wie jong van hart is (1978)
- Brevarium der Vlaamse lyriek (1979)

### Autres
- Ik heb eens... (1962, lecture radio)
- Filter uw dag (1970, prose aphoristique)
- De zwangere stopnaald (1972, prose aphoristique)
- Waar plant ik mijn ezel (1974, autobiographie)
- Halve zolen en achterlappen (1974, prose aphoristique)
- Boeketje Buysse, een levenschets en een bibliografisch overzicht (1974)
- Mijn dochter wordt sirene (1976, autobiographie)
- Ook ik, zelfs gij, vooral wij (1976, citations)
- Van den vos Reynaerde (1979, adaptation)
- De kroon en de muze (1991, article)

## Prix
- Prix Lode Baekelmans en 1943
- Prix national belge de la poésie en 1947 et en 1956